# Fowlmere
Fowlmere est un village et une paroisse civile du Cambridgeshire, en Angleterre. Il est situé dans le sud du comté, à une quinzaine de kilomètres au sud-ouest de la ville de Cambridge. Administrativement, il relève du district de South Cambridgeshire. Au recensement de 2011, il comptait 1 206 habitants.

## Lieux notables
- L'église paroissiale, dédiée à sainte Marie
- RAF Fowlmere (en), une base aérienne de la Royal Air Force durant la Seconde Guerre mondiale
- La réserve naturelle de Fowlmere (en)